# ملعب سامراء
ملعب سامراء هو ملعب يستخدم لمباريات كرة القدم لنادي سامراء يقع في سامراء في العراق ويتسع ل10,000 متفرج.